# Constantin Rodenbach

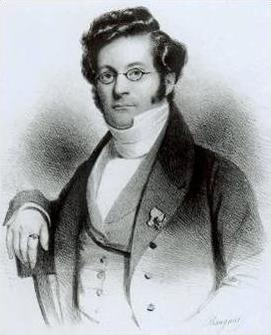
Constantin Rodenbach

Constantin François Rodenbach (Roeselare, 21 oktober 1791 - Athene, 5 december 1846) was arts, lid van het Belgisch Nationaal Congres en volksvertegenwoordiger.

## Levensloop
Rodenbach was de broer van Fernand, Pierre en Alexander Rodenbach, alle drie zoons van de arts Pierre Ferdinand Rodenbach en van Anne-Marie De Geest. Constantin trouwde met Louise (Ludovica Paulina) Wieland. Het echtpaar had drie kinderen, allen geboren in Brugge: Ludovica Antonia Maria (° 18 november 1822), Constantin Ferdinand Augustus (° 26 januari 1824) en Cecilia Amelia Augustina (° 6 juli 1826). Het gezin woonde vanaf 1821 tot 1831 in Brugge op het Biskajersplein 6.
Na studies in Parijs werd hij legerarts en nam deel aan heel wat campagnes van het leger van Napoleon. Hij werd hierbij krijgsgevangen genomen. Terug in de Zuidelijke Nederlanden in 1815 vestigde hij zich in Brugge en bouwde er een praktijk uit, terwijl hij ook les gaf aan de École de Médecine. Hij behaalde ook nog een doctorsdiploma in 1818 in Parijs, met een thesis die als titel droeg: De l'influence du climat sur l'homme malade.
Samen met zijn broers Alexander, Fernand en Pierre begon hij vanaf 1828 actief mee te werken aan de oppositie tegen Willem I, meer bepaald aan de petitionnementen die de grieven verwoordden. Constantin Rodenbach was ook een van de organisators van het protestbanket dat in juli 1829 in Brugge werd gehouden.
Toen de onlusten ook in Brugge uitbraken einde augustus 1830 trad Rodenbach toe tot het 'Comité de sûreté publique' dat de veiligheid wilde verzekeren. Een maand later vertrok het Hollands garnizoen en werd de stad door de revolutiegezinden bestuurd. Ondertussen was Pierre Rodenbach naar Frankrijk getrokken en had Louis de Potter naar België teruggebracht, waar hij onmiddellijk lid werd van het Voorlopig Bewind.
Op 5 november 1830 werd Constantin Rodenbach in het arrondissement Roeselare verkozen tot lid van het Nationaal Congres. Het was op zijn voorstel dat een meerderheid de eeuwigdurende uitsluiting van de Nassaus goedkeurde.
De werkzaamheden van het Congres waren nog niet beëindigd, toen Rodenbach tot arrondissementscommissaris voor Sint-Niklaas werd benoemd, in opvolging van Charles de Bergeyck. Hij had er af te rekenen met Hollandse invallen in het Land van Waas.
Bij de eerste wetgevende verkiezingen in augustus 1831 werd Rodenbach tot volksvertegenwoordiger verkozen. Hij bleef dit tot in 1839. Hij werd ook, in 1832 benoemd tot arrondissementscommissaris in Mechelen.
In 1839 begon hij aan een diplomatieke carrière als ambassadeur van België in Zwitserland. In augustus 1846 werd hij ambassadeur in Griekenland. Hij overleed enkele maanden later in Athene en werd begraven onder een rots rechtover de Acropolis.
Constantin Rodenbach was de grootvader van schrijver en dichter Georges Rodenbach.

## Iconografie
- Portret van Rodenbach door Charles Baugniet in de 'Collection des portraits des membres de la Chambre des Représentants'.

## Publicaties
- Consultation sur une question médico-légale relative à un parricide, Brugge, 1827.
- Considérations sur les colonies de fous, Brussel, 1829.
- Episodes de la révolution dans les Flandres de 1829 à 1831, Brussel, 1833